# Les Rosiers-sur-Loire
Pour les articles homonymes, voir Rosier (homonymie).
Les Rosiers-sur-Loire est une ancienne commune française située dans le département de Maine-et-Loire, en région Pays de la Loire. La commune s'appelait « Les Rosiers » avant de devenir « Les Rosiers-sur-Loire » en 1993. Le 1er janvier 2018, la commune forme avec Gennes-Val de Loire et Saint-Martin-de-la-Place la commune nouvelle de Gennes-Val-de-Loire et en devient le chef-lieu.
Ce village se trouve au cœur de l'Anjou, au sud-est d'Angers et au nord-ouest de Saumur. Son territoire, situé en bord de Loire, est essentiellement rural.
Commune ligérienne, son histoire a parfois été tourmentée, comme durant la Seconde Guerre mondiale.

## Géographie

### Localisation
Ce territoire rural de l'ouest de la France se situe entre Angers (28 km) et Saumur (15 km), sur la route D 952 qui longe la levée de la Loire, passant également par Saint-Clément-des-Levées (sud-est) et par Le Thoureil (nord-ouest).
La commune des Rosiers se trouve dans le parc régional Loire Anjou Touraine, au cœur du Val de Loire inscrit au Patrimoine mondial de l'Unesco (val de Loire entre Sully-sur-Loire et Chalonnes-sur-Loire).

### Aux alentours
En dépendent les hameaux de la Blairie, les Champillons, la Blanche Pincée, la Hallebaudière, Montcottier, les Champs Girard,le Clairay etc.
Les communes les plus proches sont Gennes (1 km), Le Thoureil (4 km), Saint-Clément-des-Levées (4 km), Saint-Georges-des-Sept-Voies (5 km), La Ménitré (6 km), Saint-Martin-de-la-Place (7 km), Chênehutte-Trèves-Cunault (7 km), Saint-Rémy-la-Varenne (8 km) et Longué-Jumelles (9 km).

### Géologie et relief
L'altitude de la commune varie de 18 à 26 mètres. Elle se situe sur un terrain d'alluvions.
Son territoire s'étend sur plus de 26 km2 (2 611 hectares), pour une altitude moyenne de 22 mètres.

### Protections sur la commune
Outre des protections sur des bâtiments (monuments historiques), la commune figure à l'inscription de
- Protection réglementaire, sites classés et inscrits de la vallée de la Loire et village de Thoureil, et des rives de la Loire à Thoureil Saint-Maur ;
- Natura 2000, zone de protection spéciale de la vallée de la Loire des Ponts-de-Cé à Montsoreau, et site d'importance communautaire de la vallée de la Loire des Ponts-de-Cé à Montsoreau ;
- Zone importante pour la conservation des oiseaux de la vallée de la Loire de Nantes à Montsoreau, et la zone naturelle d'intérêt écologique, floristique et faunistique (ZNIEFF) pour le lit mineur, berges et iles de la Loire des Ponts-de-Cé à Montsoreau, et la vallée de la Loire à l'amont de Nantes ;
- Eau et milieux aquatiques, pour les schémas d'aménagement et de gestion des eaux de l'Authion ;
- Parc naturel régional Loire Anjou Touraine[5], et Patrimoine mondial de l'UNESCO pour le val de Loire entre Sully-sur-Loire et Chalonnes-sur-Loire[6].

Document d'information communal des populations sur les risques majeurs (DICRIM) du 30 décembre 2007 : risque d'inondation, mouvements différentiels de terrain liés au retrait gonflement des argiles.

### Hydrographie
La commune borde la Loire (rive droite). Un pont la traverse pour se rendre des Rosiers à Gennes, en passant par l'Île de Gennes.
La rivière l'Authion traverse également la commune.

### Climat
Son climat est tempéré, de type océanique. Le climat angevin est particulièrement doux, compte tenu de sa situation entre les influences océaniques et continentales. Généralement les hivers sont pluvieux, les gelées rares et les étés ensoleillés.
Compte tenu de sa proximité avec la Loire, les brouillards y sont nombreux.

### Voies de communication et transports

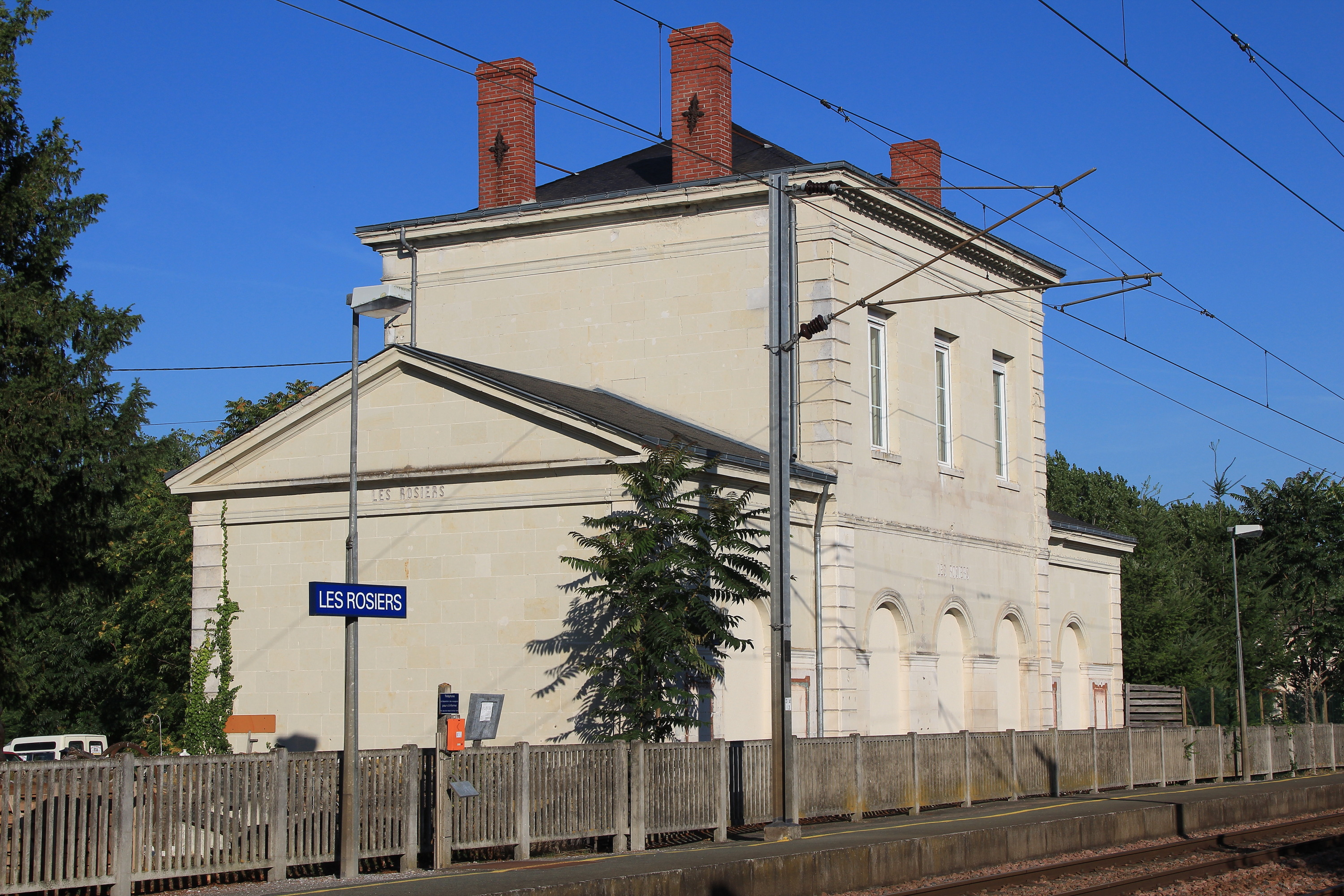
Ancien bâtiment voyageurs de la gare.

Dans le bourg s'entrecroisent les routes départementales, au Nord, la D 59 (Beaufort-en-Vallée) et la D 79 (Longué-Jumelles), d'est en ouest, la D 952 (La Ménitré, Saint-Clément-des-Levées), et au sud, la D 751 (Gennes).

Transports collectifs : la commune est desservie par une ligne d’autobus du réseau interurbain de Maine-et-Loire AnjouBus, la ligne 4. Celle-ci va d'Angers à Saumur, en passant par La Ménitré, Gennes, Les Rosiers et Saint-Clément-des-Levées. Elle est aussi desservie par le réseau ferroviaire, ligne Angers-Saumur (ligne 19).

Village ligérien, autrefois la Loire servait aussi de voie de communication ; ce qui n'est plus le cas aujourd'hui, celle-ci ne servant plus qu'au tourisme fluvial. Un bateau-promenade est accessible à partir de Saint-Clément-des-Levées ou de Saint-Rémy-la-Varenne.

## Urbanisme
Morphologie urbaine : la commune s'inscrit dans un territoire essentiellement rural.
En 2011, on trouvait 1 182 logements sur la commune des Rosiers-sur-Loire, dont 89 % étaient des résidences principales, pour une moyenne de 91 % dans le département, et dont 65 % des ménages en étaient propriétaires. Deux ans plus tard, en 2013, on trouvait 1 204 logements sur la commune des Rosiers-sur-Loire, dont 88 % étaient des résidences principales, pour une moyenne de 90 % dans le département, et dont 65 % des ménages en étaient propriétaires.

## Toponymie
Formes anciennes du nom : Rosers en 1240, Ecclesia Beatae Mariae de Valleia en 1267, Nostre Dame des Rousiers en 1368, Parochia de Rosariis en 1378, Rector de Rosariis en 1419, Les Rouzières en 1617, Les Rosiers en 1793 et 1801, Les Rosiers-sur-Loire en 1993, (décret du 26 mars 1993).
Le nom de « Rosiers-sur-Loire » ne serait pas lié aux fleurs du même nom, mais aux ronces et roseaux qui couvraient la région tout en taillis.
D'autres lieux comportent le nom de « Rosiers » : Rosiers-d'Égletons (Corrèze), Rosiers-de-Juillac (Corrèze), Saint-Julien-les-Rosiers (Gard), Rue des Rosiers (Paris), ainsi que Cap-des-Rosiers (Québec).
Nom des habitants : les Rosiérois.

## Histoire

### Moyen Âge
Le pays tout entier est couvert par la forêt de Beaufort. Le défrichement se développe au milieu du XIIe siècle pour accroitre les parties cultivables, accru également par l'achèvement des levées.
La levée est construite dans la région au XIIe siècle, pour occuper les terres de la vallée. Sa construction est complétée à partir du XVe siècle et permet la valorisation des terres de ce territoire.
La paroisse est créée au XIIIe siècle, en même temps que l'église dédiée à Notre-Dame. Au XVe siècle un clocher panoramique est ajouté à l'église Notre-Dame, entouré d’une galerie balcon qui permettait de surveiller le trafic fluvial.

### Ancien Régime
Situé sur une route très fréquentée, durant les guerres de la fin du XVIe siècle (guerres de religion), c'est un point de passage disputé par Protestants (huguenots) et Catholiques.
À la fin du XVIIIe siècle (royaume de France), Les Rosiers relèvent de l'élection d'Angers.

### Époque contemporaine
À la réorganisation administrative qui suit la Révolution, en 1790 Les Rosiers sont chef-lieu de canton (département de Maine-et-Loire) et intégrés au district de Saumur. En 1800 la commune est intégrée au canton de Saumur N-O et à l'arrondissement de Saumur.
Il faut attendre le milieu du XIXe siècle pour voir se développer les ponts sur la Loire ; période où est construit celui des Rosiers, mais aussi ceux de Chalonnes-sur-Loire, Ingrandes-sur-Loire, Montjean-sur-Loire, Saint-Florent-le-Vieil et Saint-Mathurin-sur-Loire.
Les quais du bourg sont construits de 1850 à 1855. Dans la seconde moitié du XIXe siècle, on construit également les écoles communales laïques (1863) ainsi que la mairie (1876).
Commune de bord de Loire, son histoire a parfois été tourmentée, comme durant la seconde guerre mondiale. Le pont qui traverse la Loire vers Gennes est le théâtre de combats acharnés en juin 1940, entre les troupes allemandes et les élèves officiers de l'école de cavalerie de Saumur. La défense du pont étant sans espoir, il est détruit à l'apparition des premières troupes allemandes aux Rosiers. Le pont ne sera reconstruit que plusieurs années après la fin de la guerre.
La commune des Rosiers-sur-Loire fusionne en 2018 avec Saint-Martin-de-la-Place et Gennes-Val de Loire (Gennes, Chênehutte-Trèves-Cunault, Grézillé, Saint-Georges-des-Sept-Voies et Le Thoureil) pour former la commune nouvelle de Gennes-Val-de-Loire.

## Politique et administration

### Administration municipale

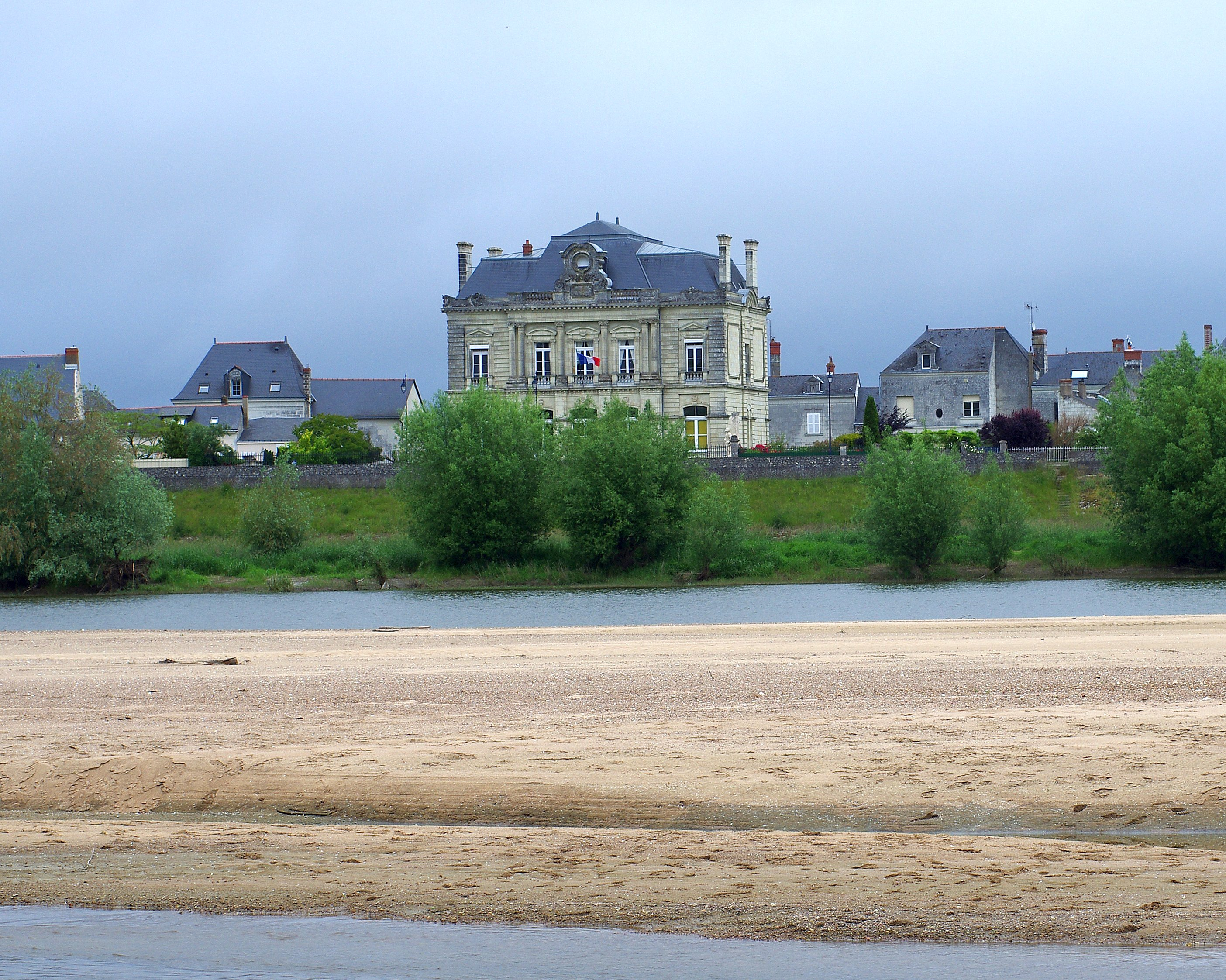
La mairie.

#### Administration actuelle
Depuis le 1er janvier 2018, Les Rosiers-sur-Loire constitue une commune déléguée au sein de la commune nouvelle de Gennes-Val-de-Loire et dispose d'un maire délégué.
| Période        | Période        | Identité            | Étiquette | Qualité       |
| -------------- | -------------- | ------------------- | --------- | ------------- |
| janvier 2018   | mai 2020       | Denis Sauleau       |           | Arboriculteur |
| mai 2020       | septembre 2021 | Dominique Cramet    |           |               |
| septembre 2021 |                | Catherine Evillard, |           |               |

#### Administration ancienne
La commune est créée à la Révolution (Les Rosiers puis Les Rosiers-sur-Loire en 1993). Le conseil municipal est composé de 19 élus.
| Période                                  | Période                  | Identité                            | Étiquette | Qualité                                                                        |
| ---------------------------------------- | ------------------------ | ----------------------------------- | --------- | ------------------------------------------------------------------------------ |
| 1789                                     |                          | Louis-André Tessié du Mottay        |           | négociant puis fermier général et garde-haras commandant de la garde nationale |
| an IV                                    |                          | Jean-Baptiste Salmon                |           |                                                                                |
| 1er fructidor an VIII                    | 25 décembre 1811 (décès) | Gilles-Toussaint Tessié de la Motte |           |                                                                                |
| 25 janvier 1812                          |                          | Pierre Robert                       |           |                                                                                |
| 4 février 1826                           |                          | Louis Déburon                       |           |                                                                                |
| 28 août 1830                             |                          | Eugène-Marie Tessié de la Motte     |           |                                                                                |
| 1878                                     |                          | Émile Boutin                        |           |                                                                                |
| 1888                                     |                          | Desvignes                           |           |                                                                                |
| 1900                                     |                          | Charles Beaumont                    |           |                                                                                |
| 1919                                     |                          | René Bazin                          |           |                                                                                |
| 1935                                     |                          | Josph Bougiau                       |           |                                                                                |
| mai 1945                                 |                          | Robert Veyssié                      |           |                                                                                |
| mai 1953                                 | juin 1960 (décès)        | Charles Priet                       |           |                                                                                |
| 1960                                     | mars 1971                | Lucien Lemoine                      |           |                                                                                |
| mars 1971                                | mars 1977                | Paul Thulasne                       | DVD       | Retraité de la SNCF                                                            |
| mars 1977                                | juin 1995                | René Sauleau                        |           | Arboriculteur                                                                  |
| juin 1995                                | mars 2008                | Michel Deplagne                     | DVD       |                                                                                |
| mars 2008                                | 31 décembre 2017         | Denis Sauleau                       | DVD       | Arboriculteur                                                                  |
| Les données manquantes sont à compléter. |                          |                                     |           |                                                                                |

### Ancienne situation administrative

#### Intercommunalité
Jusqu'en 2016 la commune est intégrée à la communauté de communes Loire-Longué, structure intercommunale regroupant onze communes (dont Longué-Jumelles, Les Rosiers-sur-Loire et Saint-Clément-des-Levées,), elle-même membre du syndicat mixte au syndicat mixte Pays des Vallées d'Anjou jusqu'en 2013, puis du syndicat mixte Grand Saumurois.
En 2017, à la suite de la fusion de plusieurs intercommunalités dans le cadre du schéma départemental de coopération intercommunale de Maine-et-Loire, elle intègre la communauté d'agglomération Saumur Val de Loire.

#### Autres groupements
La commune était également membre de plusieurs autres groupements : centre communal d’action sociale, syndicat intercommunal d'alimentation en eau potable (SIAEP), syndicat Mixte Loire Authion, Entente interdépartementale (ouvrages hydrauliques), syndicat intercommunal de collecte et de traitement des ordures ménagères (SMICTOM), syndicat intercommunal d'aménagement de la Loire et de ses affluents (SICALA de Maine-et-Loire), syndicat intercommunal d’électricité de Maine-et-Loire (SIEML), parc naturel régional Loire Anjou Touraine (PNR), service départemental d'incendie et de secours (SDIS), hôpital de Longué.

#### Autres circonscriptions
Jusqu'en 2014, Les Rosiers-sur-Loire fait partie du canton de Saumur-Nord et de l'arrondissement de Saumur. Ce canton compte alors quatre communes, dont la partie nord de Saumur. C'est l'un des quarante et un cantons que compte le département ; circonscriptions électorales servant à l'élection des conseillers généraux, membres du conseil général du département. Dans le cadre de la réforme territoriale, un nouveau découpage territorial pour le département de Maine-et-Loire est défini par le décret du 26 février 2014. La commune est alors rattachée au canton de Longué-Jumelles, avec une entrée en vigueur au renouvellement des assemblées départementales de 2015.
Les Rosiers fait partie de la troisième circonscription de Maine-et-Loire, composée de huit cantons dont Baugé et Saumur-Nord. Cette circonscription de Maine-et-Loire est l'une des sept circonscriptions législatives que compte le département.

### Jumelage et partenariat
La ville des Rosiers-sur-Loire est jumelée avec :
- Wincanton (Angleterre) depuis 1974.

## Population et société

### Évolution démographique
L'évolution du nombre d'habitants est connue à travers les recensements de la population effectués dans la commune depuis 1793. Pour les communes de moins de 10 000 habitants, une enquête de recensement portant sur toute la population est réalisée tous les cinq ans, les populations de référence des années intermédiaires étant quant à elles estimées par interpolation ou extrapolation. Pour la commune, le premier recensement exhaustif entrant dans le cadre du nouveau dispositif a été réalisé en 2005.

En 2015, la commune comptait 2 305 habitants, en évolution de −1,83 % par rapport à 2009 (Maine-et-Loire : +2,12 %, France hors Mayotte : +2,11 %).
| 1793  | 1800  | 1806  | 1821  | 1831  | 1836  | 1841  | 1846  | 1851  |
| ----- | ----- | ----- | ----- | ----- | ----- | ----- | ----- | ----- |
| 3 825 | 3 793 | 3 616 | 3 692 | 2 764 | 2 773 | 2 750 | 2 843 | 2 874 |

| 1856  | 1861  | 1866  | 1872  | 1876  | 1881  | 1886  | 1891  | 1896  |
| ----- | ----- | ----- | ----- | ----- | ----- | ----- | ----- | ----- |
| 2 857 | 2 774 | 2 725 | 2 442 | 2 430 | 2 327 | 2 251 | 2 178 | 2 078 |

| 1901  | 1906  | 1911  | 1921  | 1926  | 1931  | 1936  | 1946  | 1954  |
| ----- | ----- | ----- | ----- | ----- | ----- | ----- | ----- | ----- |
| 1 989 | 1 916 | 1 866 | 1 624 | 1 645 | 1 689 | 1 645 | 1 700 | 1 735 |

| 1962  | 1968  | 1975  | 1982  | 1990  | 1999  | 2005  | 2006  | 2010  |
| ----- | ----- | ----- | ----- | ----- | ----- | ----- | ----- | ----- |
| 1 724 | 1 714 | 1 824 | 1 933 | 2 204 | 2 242 | 2 245 | 2 281 | 2 357 |

| 2015  | - | - | - | - | - | - | - | - |
| ----- | - | - | - | - | - | - | - | - |
| 2 305 | - | - | - | - | - | - | - | - |

### Pyramide des âges
La population de la commune est relativement âgée. Le taux de personnes d'un âge supérieur à 60 ans (27,4 %) est en effet supérieur au taux national (21,8 %) et au taux départemental (21,4 %).
À l'instar des répartitions nationale et départementale, la population féminine de la commune est supérieure à la population masculine. Le taux (51,6 %) est du même ordre de grandeur que le taux national (51,9 %).
La répartition de la population de la commune par tranches d'âge est, en 2008, la suivante :
- 48,4 % d’hommes (0 à 14 ans = 19,3 %, 15 à 29 ans = 15,5 %, 30 à 44 ans = 22 %, 45 à 59 ans = 19,1 %, plus de 60 ans = 24,1 %) ;
- 51,6 % de femmes (0 à 14 ans = 16,8 %, 15 à 29 ans = 15,4 %, 30 à 44 ans = 18,8 %, 45 à 59 ans = 18,6 %, plus de 60 ans = 30,4 %).

| Hommes | Classe d’âge | Femmes |
| ------ | ------------ | ------ |
| 1,0    | 90 ans ou +  | 1,3    |
| 10,6   | 75 à 89 ans  | 13,5   |
| 12,5   | 60 à 74 ans  | 15,6   |
| 19,1   | 45 à 59 ans  | 18,6   |
| 22,0   | 30 à 44 ans  | 18,8   |
| 15,5   | 15 à 29 ans  | 15,4   |
| 19,3   | 0 à 14 ans   | 16,8   |

| Hommes | Classe d’âge | Femmes |
| ------ | ------------ | ------ |
| 0,4    | 90 ans ou +  | 1,1    |
| 6,3    | 75 à 89 ans  | 9,5    |
| 12,1   | 60 à 74 ans  | 13,1   |
| 20,0   | 45 à 59 ans  | 19,4   |
| 20,3   | 30 à 44 ans  | 19,3   |
| 20,2   | 15 à 29 ans  | 18,9   |
| 20,7   | 0 à 14 ans   | 18,7   |

### Vie locale
Les services publics présents dans la commune sont des écoles, une bibliothèque municipale, un centre de secours, une poste et une trésorerie, ainsi qu'au début des années 2010 un espace public numérique, le cybercentre des Rosiers-sur-Loire.
Les autres services publics présents aux Rosiers-sur-Loire sont une cantine scolaire, une garderie périscolaire, un centre de première interventions et un bureau de poste.
Outre les services publics, la commune possède plusieurs autres équipements : installations sportives, dont une piscine et un mini-golf, un espace jeunes et une maison des loisirs, un centre aéré, etc. On trouve également des structures d'accueil, comme le camping du Val de Loire.
Les Rosiers-sur-Loire sont classés Village fleuri de France.

### Enseignement
Située dans l'académie de Nantes, on y trouve une école maternelle et une école primaire. Il n'y a pas de collège sur la commune ; les enfants vont pour la plupart à celui de Gennes (1 km).

### Santé
Plusieurs professionnels de la santé se trouvent sur le territoire communal. L'hôpital local (155 places) se situe à Longué-Jumelles (9 km).

### Écologie et recyclage
La collecte des ordures ménagères (collecte sélective) est assurée par le SMICTOM de la Vallée de l'Authion.

### Manifestations et festivités
Plusieurs manifestations s'y déroulent tout au long de l'année, comme la foire aux fraises (Pentecôte), la fête du vélo (juin), le salon de peinture (juillet-août), etc..

## Économie

### Tissu économique
En 2008, sur les 220 établissements présents dans la commune, 51 % relevaient du secteur du commerce et des services et 25 % de celui de l'agriculture. Deux ans plus tard, en 2010, sur 228 établissements présents dans la commune, 23 % relevaient du secteur de l'agriculture (pour une moyenne de 17 % sur le département), 7 % du secteur de l'industrie, 10 % du secteur de la construction, 52 % de celui du commerce et des services et 8 % du secteur de l'administration et de la santé.
Sur 238 établissements présents dans la commune à fin 2014, 15 % relevaient du secteur de l'agriculture (pour une moyenne de 11 % sur le département), 10 % du secteur de l'industrie, 8 % du secteur de la construction, 56 % de celui du commerce et des services et 12 % du secteur de l'administration et de la santé.

### Agriculture
Comme dans le reste du département l'agriculture est fortement implantée sur le territoire, et notamment l'horticulture. On y trouve une collection de roses anciennes (agréée CCVS).
Liste des appellations présentes sur le territoire : IGP Agneau du Poitou-Charentes, IGP Bœuf du Maine, IGP Cidre de Bretagne ou Cidre breton.

### Entreprises
On trouve plusieurs commerces et artisans sur le territoire de la commune, comme une alimentation, plusieurs boulangeries pâtisseries, une boucherie, une charcuterie, ainsi que plusieurs petites entreprises comme une entreprise de maçonnerie, un garage, une coopérative agricole, etc..
On y trouve également une fabrique artisanale, la biscuiterie Le Vinaillou, dont la spécialité est le « Vinaillou ».

### Tourisme
L'office du tourisme est géré par la communauté de communes Loire-Longué.
On trouve sur la commune des circuits de visites ou de randonnées, tels le circuit du bourg, la randonnée de l’Authion, le circuit La Loire à Vélo.

## Culture locale et patrimoine

### Sites classés
La commune des Rosiers-sur-Loire comporte plusieurs inscriptions au Patrimoine, dont cinq monuments historiques et deux sites protégés.
Bâtiments ayant fait l'objet d'une inscription :

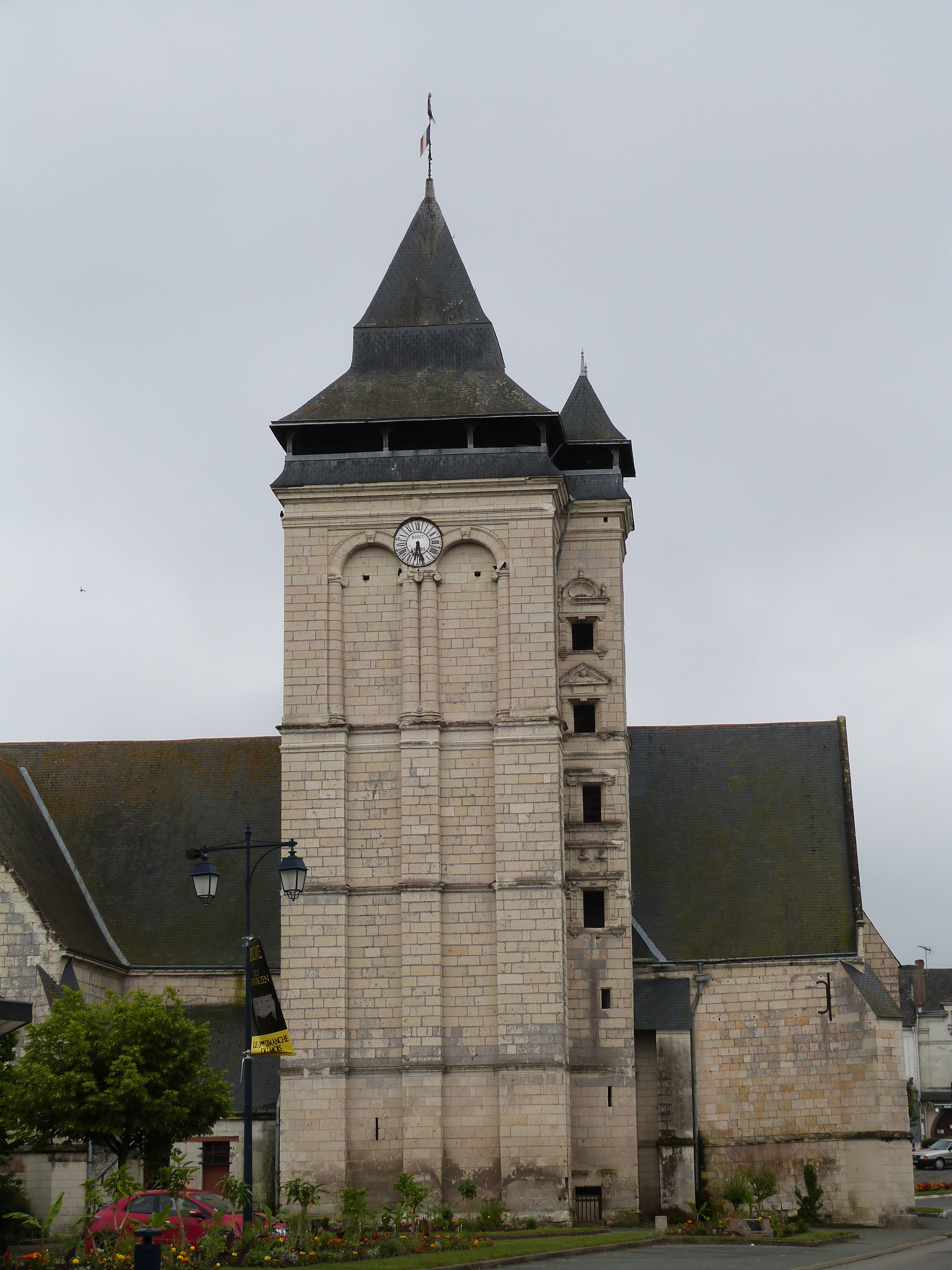
Clocher de l'église Notre-Dame.

- Église paroissiale Notre-Dame, des XIIIe, XVe, XVIe et XIXe siècles, Monument historique inscrit selon l'arrêté du 29 avril 1971 ;
Le clocher date du XVe siècle, clocher carré Renaissance formé de deux tours, œuvre de l'architecte angevin Jean de l'Espine, Monument historique classé selon l'arrêté du 29 avril 1971 (PA00109245)[54] ;
- Maison dite Porte de la Vallée, partie du XVe siècle de la façade sud et escalier à vis, Monument historique inscrit selon l'arrêté du 15 septembre 1954 (PA00109246) ;
- Moulin à vent des Basses-Terres, en totalité y compris son mécanisme, probablement construit en 1725, a été peu transformé et a gardé les caractéristiques des moulins du XVIIIe siècle, Monument historique inscrit selon l'arrêté du 21 décembre 1984 (PA00109247) ;
- Presbytère, façades et toitures du pavillon du XVIe siècle, Monument historique inscrit selon l'arrêté du 13 février 1970 (PA00109248).

Sites protégés :
- Ensemble formé par la Vallée de la Loire du Thoureil à Gennes, site protégé inscrit selon l'arrêté du 26 août 1975, abrogé en tant qu'il concerne le site classé ;
- Zone du Thoureil-Saint Maur, site protégé classé selon l'arrêté du 3 juin 2008, abrogé en tant qu'il concerne le site classé.

Autres bâtiments (Inventaire général du patrimoine culturel) :
- Boulodrome dit Société de l'Union des Sablons, du XIXe siècle, comprenant deux jeux de boules de fort ;
- Chapelle dite La Bonne-Dame du Rosier ou chapelle du Patoil, maison de maître, 19 rue du Pattoué, du XIIIe siècle, cour logement cellier ;
- Chapelle Saint-Nicolas, chemin de Saint-Clément-des-Levées, du XVe siècle, cour logement ;
- Digue, port, des XIIIe XVe XVIe XVIIe XVIIIe et XIXe siècles ;
- Ferme, chemin de Saint-Clément-des-Levées, du XVIIe siècle, maison cour étables four à pain porcherie remise wikt:fenil ;
- Fontaine Jeanne-de-Laval, du XIXe siècle, construite sur les plans de l'architecte angevin François Meignant ;
- Maison de maître, 2 à 8 rue d'Angers, du XVIIe siècle, cour jardin et logement ;
- Maison, rue du Bourg, du XVe siècle, cellier cour ;
- Maison, 25 et 27 rue Nationale, du XVIe siècle, cour ;
- Maison, 5 rue Nationale, du XVIIIe siècle, cour ;
- Maison, 85 rue Nationale, du XVIIIe siècle, cour ;
- Maison, 9 rue de Saumur, du XVIIIe siècle, cour ;
- Maison dite Le Pavillon, du XVIIe siècle, cour potager logement ;
- Maison dite La Siroterie, du XVIIIe siècle, cour logement ;
- Pont des Rosiers, construit par autorisation du 27 juillet 1839 et livré en 1842.

### Autres lieux
- Fontaine zen, se situant place de l'église Notre-Dame, œuvre de Bernard Gitton[45].
- Roseraie Loubert, créée en 1963, jardin à l'anglaise sur 3 hectares comportant une collection de 2 500 variétés de roses[55].

### Personnalités liées à la commune
- Jean de Lespine (1505-1576), ou Jean Delespine, architecte angevin de la Renaissance, auteur du clocher Renaissance des Rosiers.
- Jean-Maurice Catroux (1794-1863), né sur la commune, fondateur des Filles de la Charité du Sacré-Cœur de Jésus.
- Ruth Rewald (1906-1942), autrice allemande littérature jeunesse, y est arrêtée par la Gestapo en 1942.
- Bernard Gitton (1935- ), artiste français et scientifique de formation, auteur de la fontaine zen.